# Selezione di modelli
La selezione di modelli o model selection consiste nel selezionare un modello fra vari candidati sulla base di un criterio di valutazione delle prestazioni utile a scegliere i migliori. Nell'ambito dell'apprendimento automatico e, più in generale, dell'analisi statistica essa riguarda la scelta di un modello statistico in un insieme di modelli candidati, basata sui dati a disposizione. Nei casi più semplici, si considera un insieme preesistente di dati. Tuttavia, tale attività potrebbe comportare anche una vera e propria progettazione degli esperimenti atta a rendere i dati raccolti adeguati al problema di scelta dei modelli. In caso di candidati dotati di capacità predittive o esplicative confrontabili, è verosimile che il modello più semplice costituisca la scelta migliore (per il rasoio di Occam).
la selezione di modelli può riferirsi anche al problema di selezionare alcuni modelli rappresentativi da un numeroso insieme di  modelli computazionali ai fini della decisione o dell'ottimizzazione in presenza di incertezza.
Nell'apprendimento automatico, gli approcci algoritmici alla selezione dei modelli coinvolgono la selezione delle caratteristiche, l'ottimizzazione degli iperparametri e la teoria dell'apprendimento statistico.